# Richard af Conisburgh, 3. jarl af Cambridge
|  | For andre betydninger af Richard 3., se Richard 3. (flertydig) |
Richard af Conisburgh, 3. jarl af Cambridge (ca. juli 1385 – 5. august 1415) var den anden søn af Edmund af Langley, 1. hertug af York og Isabella af Kastilien. Han blev halshugget for sin rolle i Southampton sammensværgelsen, en sammensværgelse mod kong Henrik 5. Han var far til Richard Plantagenet, 3. hertug af York, og bedstefar til kong Edvard 4. og kong Richard 3.

## Opvækst
Richard af York blev født omkring den 20. juli 1385 på Conisbrough Castle, Yorkshire, den anden søn af Edmund af Langley, 1. hertug af York, og hans første hustru, Isabella af Kastilien. På sin fars side var han barnebarn af kong Edvard 3. og Filippa af Hainaut, og på sin mors side barnebarn af Peter den Onde, konge af Kastilien and Leon, og hans yndlings elskerinde, María de Padilla (død 1361). Hans gudfar var kong Richard 2. Der er ingen optegnelse om hans fødsel eller dåb, og andre sætter hans fødsel til omkring 1375. Richard 2. var i York den 20. juli 1385, og i 1375 var den fremtidige konge kun otte år gammel. Det var usandsynligt, at han ville have været gudfar i den alder og med sin far stadig i live.
Richard var tolv år yngre end sin bror, Edvard. Mærkeligt nok modtog Richard ingen besiddelser fra sin far og blev hverken nævnt i sin fars testamente eller sin brors testamente. Denne omstændighed er blevet forstået af G.L. Harriss som en indikation på, at Richards far og bror ikke anerkendte ham som en slægtning af samme blod, og at han muligvis var resultatet af et forbudt forhold mellem sin mor og kongens halvbror John Holland.
Selvom Edmund af Langley ikke sørgede for Richard i sit testamente af den 25. november 1400, udpegede hans mor Isabella kong Richard 2. som sin arving inden hendes død den 23. december 1392 og bad ham om at give sin yngre søn en livrente på 500 mark. Kongen efterkom dette. Den 3. februar 1393 forsynede han sin gudsøn med en livrente på 100 £ fra indtægterne i Yorkshire, som Isabella tidligere havde modtaget, og den 16. marts 1393 forsynede han ham med en yderligere livrente på 350 mark (233 £ 6 s 8 d) fra statskassen. Ifølge T.B. Pugh kunne der være forventet yderligere rundhåndethed fra kongen, da Richard var blevet voksen, men Richard 2. blev afsat i 1399. Ifølge G.L. Harriss modtog Richard af York "ingen begunstigelser fra den nye konge, Henrik 4." Efter Henrik 4.'s tronbestigelse blev Richards livrenter, hans eneste indtægtskilde, enten betalt uregelmæssigt eller slet ikke betalt.
Fra april 1403 til oktober 1404 befalede Richard en lille styrke, der forsvarede Herefordshire mod den walisiske oprørsleder Owain Glyndŵr, men udførte ellers ingen bemærkelsesværdig militærtjeneste. Imidlertid var det i denne periode ifølge T.B. Pugh, at Richard etablerede forholdet til familierne Mortimer og Cherleton, der førte til hans ægteskab med Anne de Mortimer. Richards eneste anden vigtige udnævnelse i denne periode kom i august 1406, da han sammen med biskoppen af Bath, Lord FitzHugh og Lord Scrope, blev valgt til at eskortere kong Henriks datter Filippa til Danmark i forbindelse med hendes ægteskab med kong Erik af Pommern. Richard blev slået til ridder i juli samme år, måske i forventning til denne ambassade. Pugh bemærker, at Richard i løbet af denne tre måneders ambassade til Danmark ville slutte nært bekendtskab med Lord Scrope, som blev gift med Richards stedmor Joan Holland i september 1411, og med hvem Richard senere blev involveret i Southampton sammensværgelsen i 1415, der kostede dem begge deres liv.

## Southampton sammensværgelsen
I parlamentet i 1414 blev Richard ophøjet til jarl af Cambridge, en titel, der tidligere havde tilhørt hans ældre bror, Edvard, 2. hertug af York, som tidligere var ophørt med at være jarl af Cambridge, enten ved fratræden eller fratagelse af titlen.
I Richards ophøjelse til jarl af Cambridge i 1414 medfulgte imidlertid ikke nogen jord, og ifølge Harriss var Cambridge "den fattigste blandt de jarler", der skulle følge med på Henrik 5.'s invasion af Frankrig. Derfor manglede han midlerne til at udstyre sig ordentligt til felttoget. Måske til dels af denne grund konspirerede Cambridge med Lord Scrope og Sir Thomas Grey om at afsætte kong Henrik og placere hans afdøde hustru Annes bror Edmund Mortimer, 5. jarl af March, på tronen. Den 31. juli afslørede Mortimer sammensværgelsen for kongen. Senere deltog han i den kommission, der dømte Cambridge til døden. Selvom Cambridge bønfaldt kongen om tilgivelse, blev han halshugget den 5. august 1415 og begravet i Southampton. Flåden sejlede mod Frankrig et par dage senere, den 11. august 1415.
Southampton sammensværgelsen er dramatiseret i Shakespeares Henrik den Femte og i det anonyme stykke The History of Sir John Oldcastle.

## Eftermæle
Skønt Cambridges titel blev tabt, blev han ikke frataget sin ære, liv og gods, og hans fire år gamle søn Richard var hans arving. Inden for tre måneder blev Cambridges ældste bror, Edvard af Norwich, 2. hertug af York, dræbt i Agincourt, og Cambridges fire år gamle søn arvede til sidst sin onkels titler og godser såvel som sin fars.
I parlamentet i 1461 fik kong Edvard 4. den dom, der var blevet afsagt over hans bedstefar, Richard, jarl af Cambridge, annulleret som "uregelmæssig og ulovlig".

## Ægteskaber og afkom
I begyndelsen af 1408 blev Richard gift med Anne de Mortimer, den ældste af de fire børn af Roger Mortimer, 4. jarl af March, og Eleanor Holland. Anne var en niece til Richards stedmor Joan Holland.
Ægteskabet fandt sted i hemmelighed uden forældrenes samtykke og blev valideret den 23. maj 1408 ved pavelig dispensation. Det gav Richard ingen økonomisk fordel, da Annes eneste indkomst var en livrente på 50 £, der blev givet til hendes underhold af Henrik 4. i 1406.
Med sin første hustru fik Cambridge to sønner og en datter:
- Isabella af York (1409 – 2. oktober 1484), der i 1412, i en alder af tre år, blev forlovet med Sir Thomas Gray, søn og arving til Sir Thomas Grey af Heaton i Norham, Northumberland, og hans hustru, Alice Neville, datter af Ralph Neville, 1. jarl af Westmorland, som hun fødte en søn.[15] Inden den 25. april 1426 giftede Isabel sig for anden gang med Henry Bourchier, 1. jarl af Essex, af hvem hun havde syv sønner og en datter.[16] Dette ægteskab blev senere valideret ved pavelig dispensation .
- Henrik af York.[17]
- Richard af York, 3. hertug af York (22. september 1411 – 30. december 1460), som blev gift med Cecily Neville, den yngste datter af Ralph Neville, 1. jarl af Westmorland, og med hvem han fik tolv børn: Anne af York, hertuginde af Exeter; Henrik; Kong Edvard 4. ; Edmund, jarl af Rutland; Elizabeth af York, hertuginde af Suffolk; Margrete af York, hertuginde af Burgund; Vilhelm; Johan; Georg, hertug af Clarence; Thomas; Kong Richard 3.; og Ursula.[18]

Anne de Mortimer døde den 22. september 1411 kort efter fødslen af hendes søn Richard. Hun blev begravet i Kings Langley, Hertfordshire, der engang var stedet, hvor Kings Langley Palace lå, måske i den klosterkirke, der huser hendes mands far Edmunds og hans første hustru Isabella af Kastiliens grave.
Efter Anne de Mortimers død giftede Cambridge sig med Maud Clifford, den fraskilte hustru til John Neville, 6. baron Latimer, og datter af Thomas de Clifford, 6. baron Clifford, og Elizabeth, datter af Thomas Ros, 4. baron Ros, af Helmsley.
Efter Cambridges død i 1415 siges det, at hans anden hustru, Maud Clifford, havde levet i 'stor pragt' på Conisbrough Castle og andre steder. Hun døde den 26. august 1446 og blev begravet i Roche Abbey, Yorkshire. Hun efterlod et testamente dateret 15. august 1446, hvori hendes stedbørn ikke nævnes.

## Våbenskjold
Richard bar sin fars våbenskjold (kongerigets, adskilt med en sølvhvid bjælke tre takker, hver med tre røde prikker), adskilt med et bånd med Leóns løve.

## Yderligere læsning
- Barker, Juliet (2006). Agincourt: The King, the Campaign, the Battle. London: Abacus. ISBN 978-0-349-11918-2.
- Curry, Anne (2005). Agincourt: A New History. Stroud: Tempus Publishing. ISBN 978-0-7524-2828-4.
- Liss, Peggy K. (1993). Isabel the Queen: Life and Times. New York: Oxford University Press. ISBN 978-0-19-507356-0.
- Mortimer, Ian (2009). 1415: Henry V's Year of Glory. London: The Bodley Head. ISBN 978-0-224-07992-1.
- Reston, James (2005). Dogs of God: Columbus, the Inquisition, and the Defeat of the Moors. Garden City, New York: Doubleday. ISBN 978-0-385-50848-3.